# کانس (تنسی)
کانس (به انگلیسی: Counce) یک منطقهٔ مسکونی در ایالات متحده آمریکا است که در شهرستان هاردین، تنسی واقع شده است. کانس ۳٫۹۲ کیلومتر مربع مساحت و ۳۱۶ نفر جمعیت دارد و ۱۴۸٫۱۳ متر بالاتر از سطح دریا واقع شده است.